# Карлгрен, Андреас

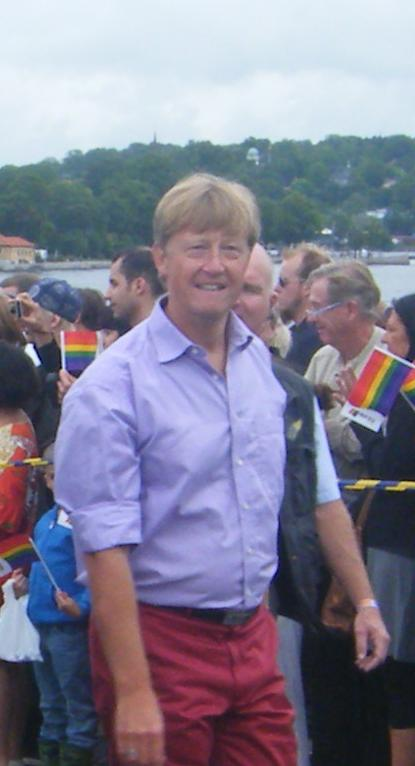
Карлгрен, Андреас

Хемминг Андреас Карлгрен (швед. Hemming Andreas Carlgren, родился 8 июля 1958) — шведский политик, член Партии Центра, с 6 октября 2006 года министр по охране окружающей среды в правительстве Фредерика Райнфельдта, открытый гей, заключил в 90-х годах гражданское партнёрство с Томасом Харила.